# Döne Gül Bozdoğan
Döne Gül Bozdoğan, uneori scris și Dönegül Bozdoğan, (n. 3 februarie 1999, Kayseri) este o handbalistă din Turcia care evoluează pe postul de centru pentru clubul românesc CSM Slatina și echipa națională a Turciei.
Alături de Konyaaltı Belediyesi SK, Bozdoğan a câștigat ediția 2022-23 a Cupei Europene, competiția care a înlocuit Cupa Challenge.

## Palmares
- Liga Campionilor:
  - Calificări: 2019

- Cupa EHF:
  - Turul 2: 2017, 2019
  - Turul 1: 2020

- Cupa Europeană:
  -  Câștigătoare: 2023
  - Optimi de finală: 2021
  - Turul 3: 2024

- Campionatul Turciei:
  -  Câștigătoare: 2018
  -  Medalie de argint: 2019, 2023

- Cupa Turciei:
  -  Câștigătoare: 2019
  -  Finalistă: 2017, 2022

- Supercupa Turciei:
  -  Câștigătoare: 2018
  -  Finalistă: 2019, 2022